# Sexy Baby
Sexy Baby (Unruhige Töchter) è un film del 1968 diretto da Hansjörg Amon e tratto dal romanzo Unruhige Töchter di Ilse Collignon.

## Distribuzione
Il film uscì nei cinema della Germania Ovest il 18 gennaio 1968.
In Italia venne distribuito dalla Three Stars Films il 18 gennaio 1969. La versione italiana ha la durata di tre minuti in meno della versione originale.